# Leyendas del Rock
El Leyendas del Rock és un festival de música heavy metal i rock dur que se celebra anualment des del 2006. Des de l'inici fins a l'edició del 2012 es va celebrar a diferents municipis de la Regió de Múrcia, i des de l'any 2013 se celebra a la localitat de Villena, a la comarca de l'Alt Vinalopó. Als inicis del festival la gran majoria de bandes que hi actuaven eren espanyoles, no obstant això actualment hi participen moltes bandes del panorama internacional.
En la seua etapa murciana el festival va passar per tres municipis diferents: Mazarrón, San Javier i Beniel.
El festival tampoc té una durada fixa, i mentre que el primer any tots els concerts es van celebrar en un sol dia, la resta d'edicions han durat dos, tres o quatre dies. Des de la segona edició del festival, s'ha organitzat sempre una festa de benvinguda, celebrada el primer dia del festival, que ha sigut d'entrada gratuïta.

## Història

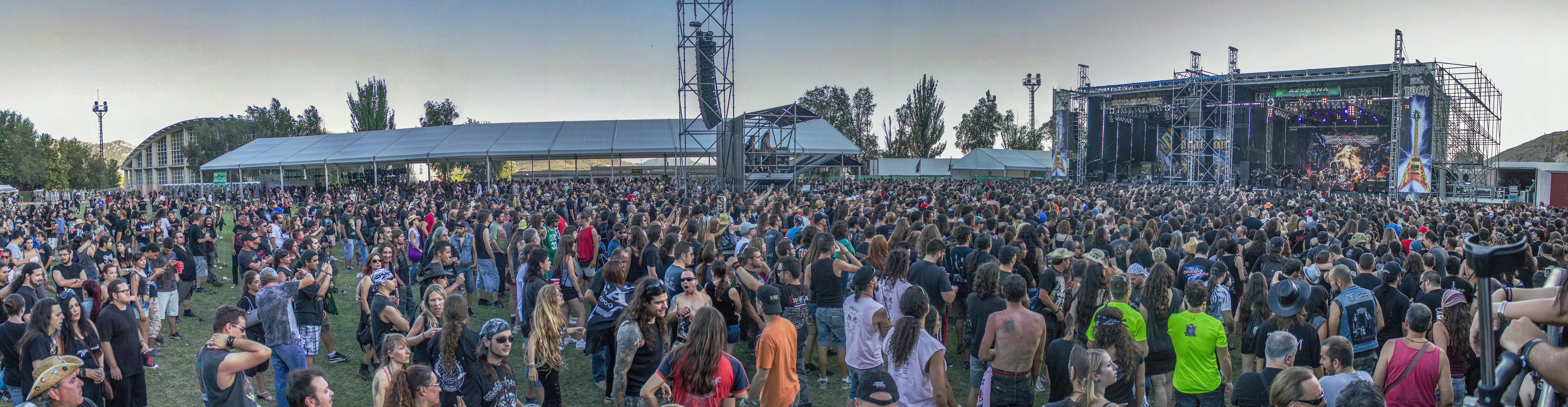
Panoràmica dels escenaris principals a Villena, 2013

La idea original era reviure el festival de rock espanyol que se celebrà a Mazarrón a principis dels 80, el Mazarock. Per problemes en el registre, el festival no va poder anomenar-se Mazarock, com el festival que pretenia emular, i es va decidir anomenar-lo Leyendas del Rock.
Malgrat tot, des de l'any de la seua creació, el festival Leyendas del Rock ha anat progressivament incorporant nous estils al seu cartell diferents de l'estil original del festival, el rock i heavy metal espanyol dels anys 80, fins a convertir-se en un festival de heavy metal en general.

## Edicions
El festival compta ja amb nou edicions fins a l'any 2014. Des del 2006 al 2008 s'ha celebrat al municipi de Mazarrón. Les edicions de 2009 i 2010 van celebrar-se a San Javier, les de 2011 i 2012 a Beniel, i des d'aleshores s'organitza a Villena.

### 2006
La primera edició del festival va celebrar-se al camp de futbol Carlos Muñoz de Puerto de Mazarrón el dissabte 12 d'agost. Van instal·lar-se dos escenaris, però mai havien dues actuacions simultànies. Els escenaris portaven per nom Jesús de la Rosa i Azuzena en homenatge als vocalistes tristament finats dels grups Triana i Santa respectivament, clàssics del rock espanyol.
| Dissabte |
| --- |
| Obús Barón Rojo WarCry Saratoga Ñu Sherpa Zarpa La Leñera Casablanca + Carlos Pina Coz Silver Fist Mr. Rock Ars Amandi Sweet Little Sister Silikosis Cation Tributo a Lone Star |

1. ↑  Tribut al grup Leño

### 2007
La segona edició del festival es va traslladar a la platja de Bolnuevo, també al municipi de Mazarrón, i es va celebrar els dies 9, 10 i 11 d'agost. L'entrada del dijous dia 9 va ser gratuïta, ja que va ser la festa de benvinguda.
| Dijous                                                  | Divendres | Dissabte |
| ------------------------------------------------------- | --- | --- |
| Medina Azahara Enchantment Neverland Sealen Dark Heaven | Los Suaves WarCry Panzer Ñu Obús Saratoga Templario Punto de Mira Leize Lujuria Silver Fist Tako Zarpa Pedro Botero Acero Acequia Katie King Sexto Sentido | Rosendo Sepultura Rata Blanca Barón Rojo Paul Di'Anno Saurom Pink Tones Sobredosis Sherpa Coz Tierra Santa Panzer Miguel Oñate Blash/Chacal Angelus Apatrida |

1. ↑  Aquest Panzer és un grup espanyol
2. ↑  Part de l'actuació va ser un tribut a les bandes Tritón i Banzai
3. ↑  Tribut al grup Pink Floyd
4. ↑  Aquest Panzer és un grup xilé

### 2008
El festival va seguir realitzant-se a la platja de Bolnuevo, a Mazarrón, els dies 21, 22 i 23 d'agost, però per a aquesta edició va ampliar-se el recinte per a l'acampada. Es mantenen els dos escenaris i el dijous segueix sent la festa de benvinguda, d'entrada gratuïta.
| Dijous                                                                                       | Divendres | Dissabte |
| -------------------------------------------------------------------------------------------- | --- | --- |
| Medina Azahara Badana Mescaleros Paralelo 69 Homogenio Angora Cobretti Sexto Sentido Lobesia | Ñu Los Suaves WarCry Kreator Asfalto Barón Rojo Saratoga Sherpa El Chino Muro Jorn Beethoven R. Atlas Harakiri Sphinx | Ángeles del Infierno UFO Saxon Panzer Bloque Tokyo Blade Sobredosis Exodus Leize Bella Bestia Lujuria Avalanch 3 Inches of Blood Azrael Mr. Rock Angelus Apatrida Barbarian |

1. ↑  La banda va interpretar clàssics del rock
2. ↑  Tribut al grup Platero y Tú

### 2009
Aquest any el festival es va traslladar a San Javier, i el festival va celebrar-se al Colegio Carrión els dies 14 i 15 d'agost. Aquest any va ser molt més modest, amb una festa de benvinguda on només actuaren tres bandes i quatre grups locals que participaven en un concurs (les bandes assenyalades en cursiva). Aquest any la festa de benvinguda no es va presentar com a part del festival sinó com un festival a part amb el nom de San Javier Rock. El dissabte, el dia del festival, només van actuar onze grups i només s'instal·là un escenari, fet inèdit en la història del Leyendas del Rock.
| San Javier Rock                                                               | Dissabte                                                                       |
| ----------------------------------------------------------------------------- | ------------------------------------------------------------------------------ |
| La Leñera El Callejón del Mico Darknoise Malavergüenza Nudo Sense Ted Striker | Los Suaves WarCry Obús Ñu Saurom Muro Saratoga Lujuria 037 Beethoven R. Azrael |

1. ↑  Tribut al grup Leño
2. ↑  Grup amb repertori propi que va fer un tribut al grup Barricada

### 2010
El Leyendas del Rock de l'any 2010 va celebrar-se per segona i última vegada a San Javier els dies 12, 13 i 14 d'agost, a la pinada de San Blas, al mar Menor. L'edició de 2010 va estar marcada per la pluja que va caure a partir de les 9 de la nit el divendres 13, que va fer que els concerts de grups com Korpiklaani o Lujuria no es pogueren dur a terme. No obstant l'endemà es va fer l'esforç i Obús, Lujuria i WarCry que van haver de suspendre les seues actuacions van actuar dissabte. Lujuria va ser el primer grup a actuar el dissabte, millorant l'ànim de molts dels assistents al festival que pensaven que havien perdut gran part dels concerts. El festival va tornar a comptar amb dos escenaris i com de costum el dijous 12, primer dia del festival, va ser gratuït.
En cursiva els grups que no van poder actuar per culpa de la pluja. En negreta els concerts del dissabte que haurien d'haver-se fet el divendres.
| Dijous | Divendres | Dissabte |
| --- | --- | --- |
| Medina Azahara The Storm EVO Santelmo Lone Star Revisited ExKISSitos Rainbow in the Black Níobeth Leyenda Barbarroja Steel Horse Oker Nudo | Panzer 037 Manzano Sobredosis Angelus Apatrida Beethoven R. Cuatro Gatos Korpiklaani Lujuria Lizzy Borden WarCry Obús Muro | Barón Rojo Los Suaves Saratoga Tygers of Pan Tang J.C. Molina & Judith Mateo Easy Rider Topo Leize Saurom Badana Centinela Atlas Uzzhuaïa Lujuria Obús WarCry |

1. ↑  Tribut al grup Kiss
2. ↑  Tribut al cantant Ronnie James Dio
3. ↑  Guanyador del San Javier Rock
4. ↑  Formació original del grup

### 2011

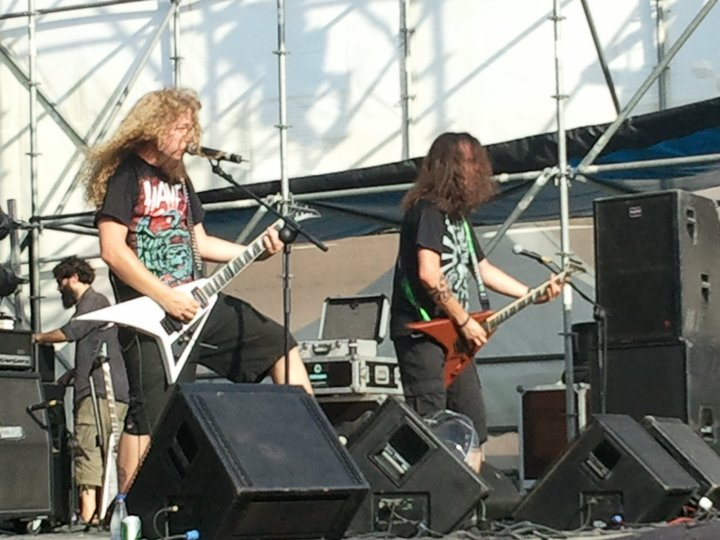
Guillermo Izquierdo i David G. Álvarez tocant en directe a l'edició de 2011, a Beniel.

L'any 2011 el festival es trasllada a Beniel, i el festival se celebraria els dies 12 i 13 d'agost al Colegio Río Segura. Els dos escenaris recuperen els noms de Jesús de la Rosa i Azuzena, ja que des del 2007 únicament s'havien anomenat Escenario 1 i Escenario 2. El divendres 12 seria d'entrada gratuïta.
| Divendres                                          | Dissabte |
| -------------------------------------------------- | --- |
| La Leñera Stingers Zenobia Dünedain Guadaña Sealen | Obús WarCry Epica Barón Rojo Lujuria Tierra Santa Topo Angelus Apatrida Tako Los Guardianes del Puente Saurom Chino Banzai Centinela Fuck Off Avulsed Azrael |

1. ↑  Tribut al grup Leño
2. ↑  Tribut al grup Scorpions

### 2012
L'edició de 2012 va celebrar-se els dies 17 i 18 d'agost a Beniel. El divendres va ser d'entrada gratuïta, va celebrar-se al mateix lloc i s'hi van instal·lar dos escenaris amb els mateixos noms que l'anterior edició.
| Divendres                                                                               | Dissabte |
| --------------------------------------------------------------------------------------- | --- |
| Medina Azahara La Leñera Rosa Negra Noctem Vhäldemar Hybris Steel Horse Oker Iron What? | Obús WarCry Banzai Stratovarius Avalanch Saurom Eluveitie Angelus Apatrida Saratoga Lujuria Centinela Azrael Sphinx Dünedain Vita Imana Iron Curtain |

1. ↑  Tribut al grup Leño
2. ↑  Tribut al grup Iron Maiden

### 2013
L'any 2013 el festival va viatjar cap a Villena, al País Valencià a les instal·lacions del Poliesportiu Municipal i va celebrar-se els dies 8, 9 i 10 d'agost. Va ser la primera edició celebrada fora de la Regió de Múrcia. A més, va ser la primera edició del festival en comptar amb tres escenaris, cosa que feia que coincidiren per primer cop en la història del festival dues actuacions alhora. Aquest tercer escenari que va sumar-se als ja existents Jesús de la Rosa i Azuzena, portava per nom Mark Reale - Riot, en homenatge al guitarrista de la banda estatunidenca Riot, finat en gener de 2012. Aquest any, a més a més, van participar 54 bandes, 10 als escenaris principals cada dia i 12 al tercer escenari, sent aquesta l'edició en què més grups hi han actuat.
La festa de benvinguda es va celebrar el dijous 8 d'agost utilitzant els escenaris Jesús de la Rosa i Azuzena, amb Medina Azahara i els Mojinos Escozíos com a caps de cartell. Degut a una sèrie de problemes, Nashville Pussy i Darksun van intercanviar els seus horaris d'actuació, actuant Darksun als escenaris principals i Nashville Pussy a l'escenari Mark Reale.
| Dijous | |
| Jesús de la Rosa i Azuzena                                                                                    | Mark Reale - Riot |
| Medina Azahara Mojinos Escozíos Santelmo Dünedain Zenobia The Loner Iron What? Stingers Iberian Steel Snagora | - |
| Divendres | |
| Jesús de la Rosa i Azuzena                                                                                    | Mark Reale - Riot |
| Venom Testament Kreator Barón Rojo Sabaton Doro Leo Jiménez Darksun Ankhara Saurom                            | Leize Centinela Azrael Acero Noctem Lándevir Crisix Nashville Pussy Guadaña Viga Ciclón Alternative5                     |
| Dissabte | |
| Jesús de la Rosa i Azuzena                                                                                    | Mark Reale - Riot |
| Accept WarCry Obús Ñu Ensiferum Saratoga Belphegor Lujuria Picture Beethoven R.                               | Zarpa Sphinx Vhäldemar Isthar Esturión Dr. Living Dead! Airless Oker Sheilan José Rubio's Nova Era Taifa Handful of Rain |

1. ↑  Tribut a Gary Moore
2. ↑  Tribut al grup Iron Maiden
3. ↑  Tribut al grup Scorpions
4. ↑  Tribut al grup Judas Priest
5. ↑  Grup amb repertori propi que va fer un tribut al grup Sangre Azul

### 2014
La novena edició del Leyendas del Rock va celebrar-se els dies 7, 8 i 9 d'agost de 2014 al mateix recinte que l'any anterior, a Villena, on s'espera que el festival se celebre sempre a partir d'ara. El dia 16 d'abril de 2014 es va mostrar al públic el cartell definitiu, amb un total de 54 bandes confirmades, de les quals 22 internacionals, la xifra més alta fins al moment.
| Dijous | |
| Jesús de la Rosa i Azuzena | Mark Reale - Riot |
| Mojinos Escozíos In Extremo El Reno Renardo Onliryca Rising Mambo Kurt La Leñera Display of Power Motörhits Lizzies             | - |
| Divendres | |
| Jesús de la Rosa i Azuzena | Mark Reale - Riot |
| W.A.S.P. Arch Enemy Michael Schenker's Temple of Rock Stryper Behemoth Panzer Annihilator Moonspell Hell Saurom Burning Kingdom | Sherpa Possessed Alquimia de Alberto Rionda Wormed Vita Imana Centinela Leprous Patricia Tapia KHY Sacramento + Manny Charlton Wild Esclavitud |
| Dissabte | |
| Jesús de la Rosa i Azuzena | Mark Reale - Riot |
| Volbeat WarCry HammerFall Unisonic Heaven Shall Burn Banzai Lujuria H.E.A.T Eluveitie Leo Jiménez Easy Rider                    | Beethoven R. Rotting Christ Leize Delain Ars Amandi Battle Beast Crisix Ravenblood Visions of Atlantis Asfáltika Infamia                       |

1. ↑  Tribut al grup Rainbow
2. ↑  Tribut al grup Leño
3. ↑  Tribut al grup Pantera
4. ↑  Tribut al grup Motörhead

### 2015
La desena edició del festival se celebrarà els dies 5, 6, 7 i 8 d'agost a Villena. Com a novetat, el festival ampliarà en un dia la durada del festival. Les bandes anunciades fins al moment són les següents.
| Dimecres | |
| Jesús de la Rosa i Azuzena | Mark Reale - Riot                                                                                    |
| Gigatrón Medina Azahara Oker Rosendo Sepultura The Storm                                                                            | - |
| Dijous | |
| Jesús de la Rosa i Azuzena | Mark Reale - Riot                                                                                    |
| Amaranthe Backyard Babies Death (DTA Tours) Destruction Gamma Ray Obús Overkill Sabaton Sonata Arctica Vita Imana Within Temptation | Blues Pills Chino Banzai Döria Jorge Salán Kataklysm Opera Magna Rosa Negra Topo V.I.L.              |
| Divendres | |
| Jesús de la Rosa i Azuzena | Mark Reale - Riot                                                                                    |
| Alquimia de Alberto Rionda The Darkness Doro Edguy Orphaned Land Refuge Rock Icons Tierra Santa Turisas WarCry                      | Angel Witch Asfalto Azrael Celtibeerian Fleshgod Apocalypse Freedom Call Reckless Love Zarpa Zenobia |
| Dissabte | |
| Jesús de la Rosa i Azuzena | Mark Reale - Riot                                                                                    |
| Epica Finntroll Kreator Lujuria Saratoga Satyricon Sôber + Savia + Skizoo Sodom Los Suaves Tankard                                  | Alestorm Beethoven R. [In Mute] Sherpa Stormzone Tako Van Canto Vhäldemar Xandria                    |

1. ↑  Reunió de la formació de Rage en el període 1988-1993
2. ↑  Conjunt format pels cantants Joe Lynn Turner, Steve Augeri, Eric Martin i Robin Beck
3. ↑  Concert de la Gira 20 Aniversario de Sôber